# Gyllenfors kyrkobokföringsdistrikt
Gyllenfors kyrkobokföringsdistrikt var ett kyrkobokföringsdistrikt (ofta förkortat kbfd) i Anderstorps församling i Växjö stift. Dessa distrikt utgjorde delar av en församling i Sverige som i folkbokföringshänseende var likställd med en församling. Distriktet bildades den 1 januari 1943 när Anderstorps församling delades upp på två kyrkobokföringsdistrikt (Anderstorp och Gyllenfors) och upplöstes den 1 januari 1951 (enligt beslut den 25 augusti 1950) då uppdelningen av Anderstorps församling på två kyrkobokföringsdistrikt upphörde. Större delen av kyrkobokföringsdistriktets område överfördes vid upplösningen till Gislaveds församling, men en liten del kvarstod i Anderstorps församling.
Gyllenfors kyrkobokföringsdistrikt hade församlingskoden 066200.